# Best Boy
Best Boy è un documentario del 1979 diretto da Ira Wohl vincitore del premio Oscar al miglior documentario.